# Palazzo Pretorio (Varese)

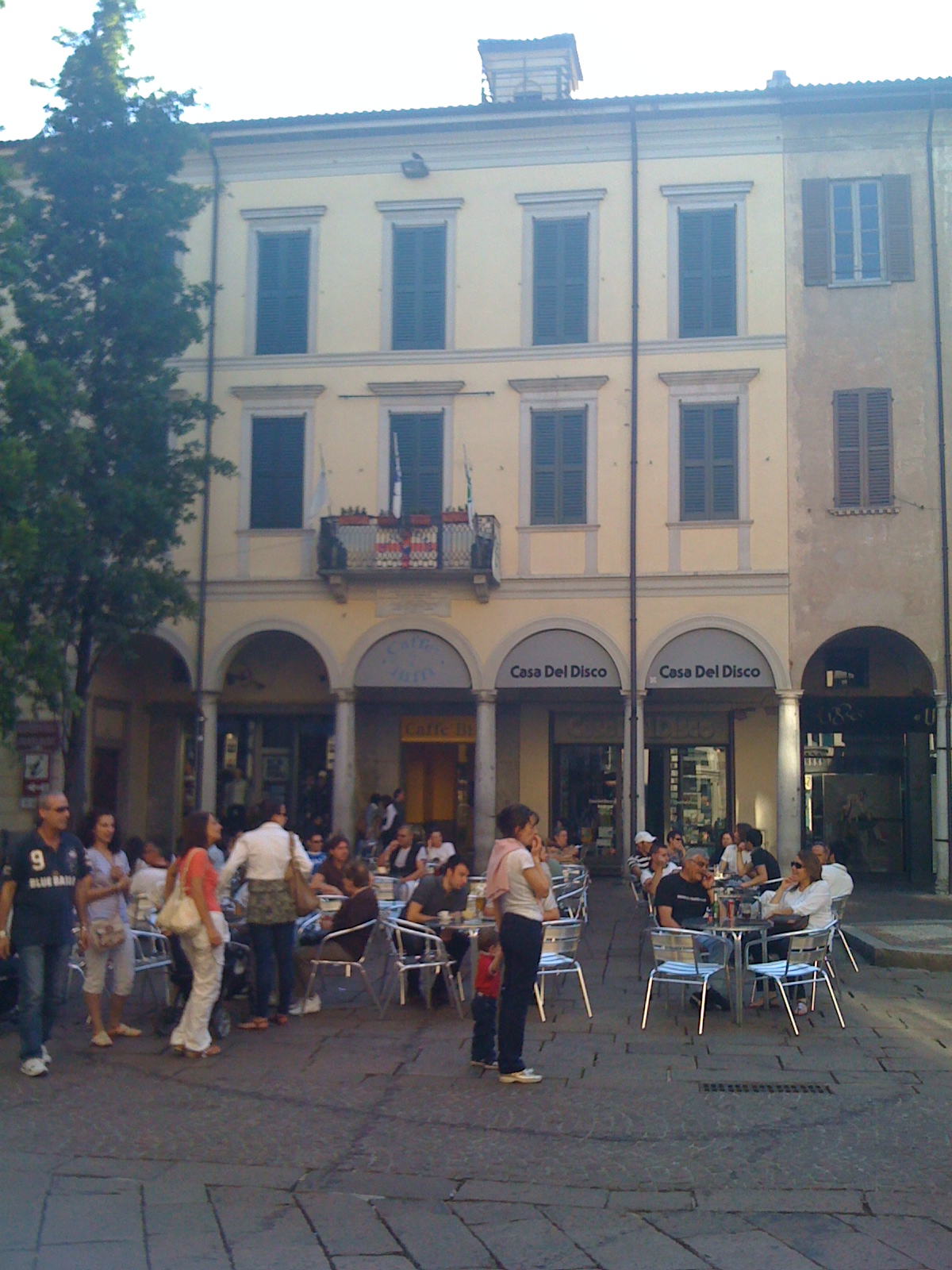
Facciata ottocentesca del Palazzo Pretorio

Il Palazzo del Pretorio è situato nel cuore cittadino di Varese, in piazza del Podestà, a fianco a Palazzo Biumi. Il palazzo è una delle poche testimonianze del passato comunale della città, resistito al progetto di urbanizzazione posto in essere all'inizio del Novecento.
Il palazzo fu sede del pretorio e quindi del municipio di Varese per più di trecento anni, fino al 1882, anno del trasferimento a Palazzo Estense. La sua edificazione voluta dalla comunità nel 1566, comincia nel 1570.
La piccola campana sul tetto viene collocata nel 1589. Serviva a convocare la popolazione in caso di riunioni d'interesse generale, a segnare l'ora del coprifuoco o di chiusura delle osterie.
L'interno del palazzo mantiene tutt'oggi la forma originale cinquecentesca, mentre la facciata esterna e il porticato sono frutto di un restauro ottocentesco.
Nella piazzetta antistante trova collocamento il monumento in bronzo a Giuseppe Garibaldi e alla battaglia di Varese del 1859 (chiamato dai varesini Garibaldino), copia dell'originale custodito nella ex caserma Garibaldi.
Oggi è sede del partito politico Lega Nord e di abitazioni private.